# Koziszcze
Koziszcze (biał. Казішча, Kaziszcza) – wieś na Białorusi, w rejonie kobryńskim obwodu brzeskiego. Miejscowość wchodzi w skład sielsowietu Buchowicze. 

## Zabytki
W miejscowości stoi drewniana parafialna cerkiew prawosławna pw. Świętej Trójcy z XIX wieku.